# Delfín Gallo (localidad)
Delfín Gallo es una localidad y comuna rural ubicada en el departamento Cruz Alta en la provincia de Tucumán, Argentina.
Se encuentra a sólo 10 km de la ciudad de San Miguel de Tucumán, y aunque no llega a formar parte del aglomerado Gran San Miguel de Tucumán, se encuentra muy ligada a esta. El Aeropuerto Internacional Teniente Benjamín Matienzo, que sirve como conexión a dicho aglomerado, se encuentra dentro del ejido de la comuna.

## Población
La comuna está centrada sobre la localidad de Esperanza, también conocida como Ex Ingenio Esperanza. A partir de 2001, el INDEC dejó de usar la denominación Esperanza, y comenzó a llamar Delfín Gallo al aglomerado compuesto por Ex Ingenio Esperanza, Ex Ingenio Luján y El Paraíso. Este aglomerado contaba con 8,828 habitantes (Indec, 2010), lo que representa un incremento del 13,5% frente a los 7,776 habitantes (Indec, 2001) del censo anterior. A su vez, Delfín Gallo forma parte de un aglomerado mayor denominado Delfín Gallo - Colombres - La Florida, cuya población es de 19,873 habitantes (Indec, 2010).
| Gráfica de evolución demográfica de Delfín Gallo entre 1991 y 2010 |
|                                                                    |
| Fuente de los Censos Nacionales del INDEC                          |

## Toponimia
Debe su nombre al periodista y político Delfín Gallo (1845-1889).

## Sismicidad
La sismicidad del área de Tucumán (centro norte de Argentina) es frecuente y de intensidad baja, y un silencio sísmico de terremotos medios a graves cada 30 años.
- Sismo de 1861: aunque dicha actividad geológica catastrófica, ocurre desde épocas prehistóricas, el terremoto del 20 de marzo de 1861 (164 años) con 12.000 muertes,[2] señaló un hito importante dentro de la historia de eventos sísmicos argentinos ya que fue el más fuerte registrado y documentado en el país. A partir del mismo la política de los sucesivos gobiernos del norte y de Cuyo han ido extremando cuidados y restringiendo los códigos de construcción.[1] Y con el terremoto de San Juan de 1944 del 15 de enero de 1944 (81 años) los gobiernos tomaron estado de la enorme gravedad crónica de sismos de la región.
- Sismo de 1931: de 6,3 de intensidad, el cual destruyó parte de sus edificaciones y abrió numerosas grietas en la zona[2][1]